# Hamer en moker

Hamer en moker

De hamer en moker is een internationaal symbool voor mijnbouw. In de historische mijnbouw waren hamers en mokers de belangrijkste gereedschappen in de gereedschapskist van de mijnwerker.
In Unicode is het "hamer en moker"-symbool U+2692 ⚒.

## Gebruik
Het symbool kan duiden op mijnbouw, een mijn of mijnwerkers en wordt onder andere gebruikt op kaarten en in de cartografie, evenals in de heraldiek waar het ook als een last gedragen wordt in de wapenschilden van mijnsteden. In wapenschilden wordt het symbool vaak weergegeven in het zwart, maar ook in natuurlijke kleuren of in goud of zilver.

## Gereedschap
Het symbool vertegenwoordigt het traditionele gereedschap van de mijnwerker, een hamer en een beitel op een handvat, vergelijkbaar met een houweel, maar met één stomp uiteinde. Ze zijn afgebeeld zoals een rechtshandige arbeider ze zou neerleggen: de houweel met de punt naar rechts en het handvat naar linksonder, de hamer met het handvat naar rechtsonder en de kop naar linksboven. Het handvat van de moker steekt boven de kop uit, omdat de kop niet permanent vast zit, maar kan worden verwisseld voor een nieuw geslepen kop wanneer deze bot geworden is door gebruik.

## Voorbeelden

Wapen van Kerkrade, Limburg, Nederland
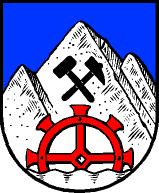
Wapen van Mühlbach am Hochkönig, Oostenrijk
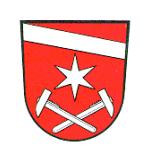
Wapen van Töpen, Duitsland
Wapen van Nieuw-Zeeland
Wapen van Świętochłowice, Polen
Vlag van de regio Karlsbad, Tsjechië
Voormalig logo van de United States Geological Survey
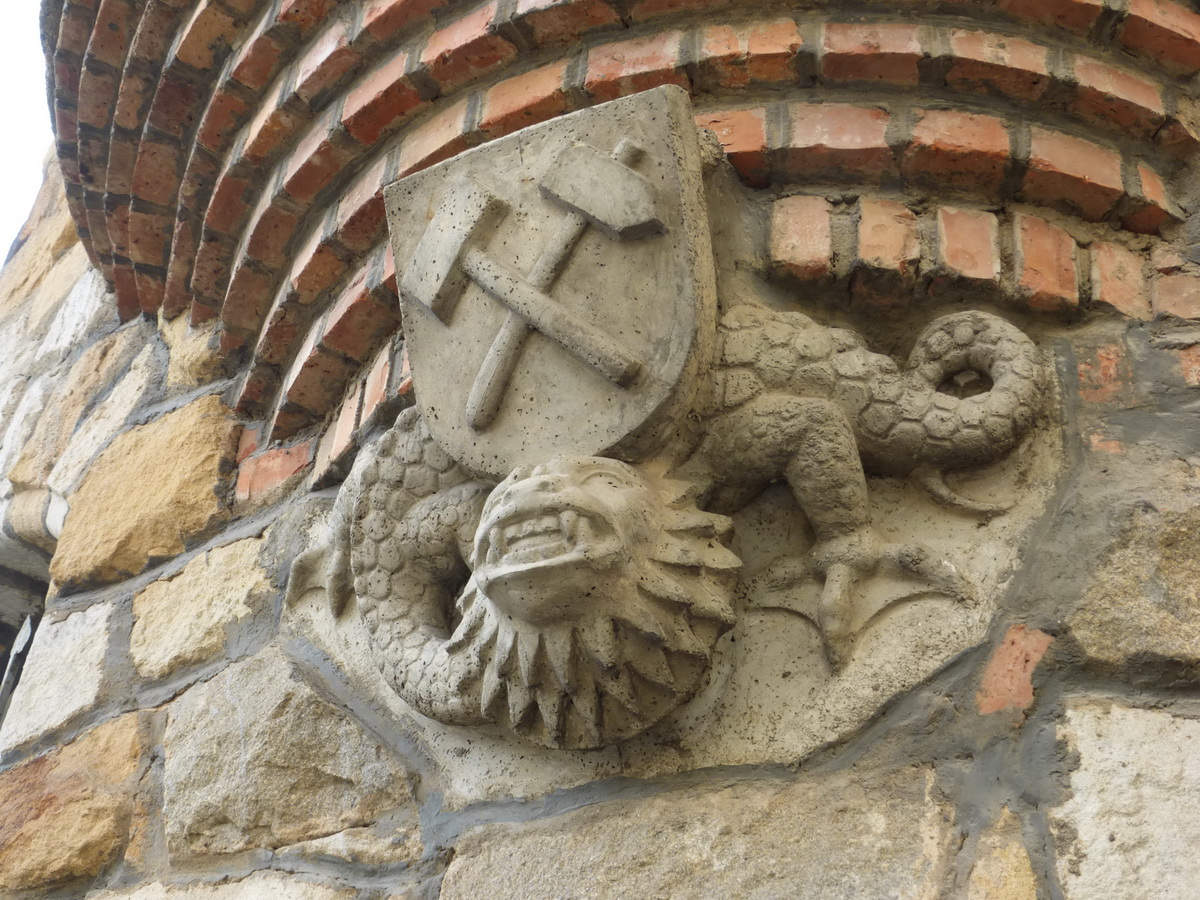
Hamer en moker op het voormalige administratiegebouw van de Bayerischen Braunkohlen Industrie AG in Wackersdorf, Duitsland
Zegel van de staat Colorado in de Verenigde Staten